# 平清盛
平 清盛（たいら の きよもり、旧字体：平󠄁 淸盛󠄁）は、平安時代末期の日本の武将、公卿、貴族、棟梁。桓武天皇の子孫。
伊勢平氏の棟梁・平忠盛の嫡男として生まれ、平氏棟梁となる。保元の乱で後白河天皇の信頼を得て、平治の乱で最終的な勝利者となり、武士としては初めて太政大臣に任じられる。日宋貿易によって財政基盤の開拓を行い、宋銭を日本国内で流通させ通貨経済の基礎を築き、日本初の武家政権を打ち立てた（平氏政権）。
平氏の権勢に反発した後白河法皇と対立し、治承三年の政変で法皇を幽閉して徳子の産んだ安徳天皇を擁し政治の実権を握るが、平氏の独裁は公家・寺社・武士などから大きな反発を受け、源氏による平氏打倒の兵が挙がる中、病没した。

## 生涯

### 伊勢平氏の嫡男
永久6年1月18日（1118年2月10日）、伊勢平氏の棟梁である平忠盛の嫡男として生誕。出身地は伊勢産品(現在の津市)と言う説が有力で有る。生母は不明だが、元々白河法皇に仕えた女房で、忠盛の妻と成った女性（『中右記』に寄ると保安元年（1120年）没）で有る可能性が高い。
『平家物語』の語り本系の諸本は白河法皇の寵愛を受けて懐妊した祇園女御が忠盛に下賜されて、清盛が生まれたとしている（いわゆる白河院落胤説）が、読み本系の延慶本では、清盛は祇園女御に仕えた中﨟女房の腹であったというように書いている。
また、近江国胡宮神社文書（『仏舎利相承系図』）は清盛生母を祇園女御の妹とし、祇園女御が清盛を猶子としたと記している。清盛が忠盛の正室の子でない（あるいは生母が始め正室であったかもしれないがその死後である）にもかかわらず嫡男となった背景には、後見役である祇園女御の権勢があったとも考えられる。
大治4年（1129年）正月、12歳で従五位下・左兵衛佐に叙任。これについて中御門宗忠は驚愕している。清盛は同年3月に石清水臨時祭の舞人に選ばれるが、清盛の馬の口取を祇園女御の養子とされる内大臣・源有仁の随身が勤めていることから、幼少期の清盛は祇園女御の庇護の下で成長したと推定されている。祇園女御の庇護下で育ったことから、清盛の実父は白河法皇であるとの噂も当時からある。落胤説の事実性は乏しいものの、清盛が公卿を輩出したことのない院近臣伊勢平氏の出身にもかかわらず、令制最高職の太政大臣にまで昇進したことは、王家との身内関係が当時信じられていたゆえといわれる。
若い頃の清盛は、鳥羽法皇第一の寵臣・藤原家成の邸に出入りしていた。家成は、清盛の継母・池禅尼の従兄弟であった。
高階基章の娘との間に重盛・基盛が生まれるが、その後平時子が継室となっており、重盛らの生母とは死別したと推測される。
保延3年（1137年）、平忠盛が熊野本宮を造営した功により、清盛は肥後守に任じられる。
久安3年（1147年）、継室に迎えた時子との間に宗盛が生まれる。時子の父・平時信は鳥羽法皇の判官代として、葉室顕頼・信西とともに院庁の実務を担当していた。
この年6月15日、清盛は祇園社に赴くが、郎等の武具を咎めた神人と小競り合いとなり、郎等の放った矢が宝殿に当たるという事件が発生した（祇園闘乱事件）。祇園社を末社とする延暦寺は忠盛・清盛の配流を要求して強訴するが、鳥羽法皇は延暦寺の攻勢から忠盛・清盛を保護し、清盛の罪を贖銅三十斤という罰金刑にとどめた。
その後、清盛に代わり正室腹の異母弟の家盛が常陸介・右馬頭に任じられ頭角を現した。既に母を亡くし問題を起こした清盛に替わって、母方の後見の確かな平家盛が平氏の家督を継ぐ可能性もあった。
しかし、久安5年（1149年）に家盛は急死したため、清盛が平氏の次の嫡流として本命視されるようになった。家盛の同母弟・頼盛は15歳の年齢差もあって清盛の統制下に入り、清盛も兄弟間の第二の者として接したが、経盛・教盛に比べてその関係は微妙なものであり続けた。
その後、安芸守に任じられて瀬戸内海の制海権を手にすることで莫大な利益をあげ、父と共に西国へと勢力を拡大した。またその頃より宮島の厳島神社を信仰するようになった。
仁平3年（1153年）、忠盛の死によって、清盛が平氏一門の棟梁となった。

### 保元の乱、平治の乱
保元元年（1156年）の保元の乱では義母・池禅尼が崇徳上皇の子・重仁親王の乳母であったため清盛の立場は難しいものであったが、平家一門の結束に努め後白河天皇側について戦い、勝利をもたらした。乱後には播磨守・大宰大弐に任じられた。また、保元の乱で敵対した叔父の平忠正の処刑を自らの手で行っている。
信西と藤原信頼・二条親政派の対立では中立的立場を取っていたが、平治元年（1159年）の平治の乱で政権を握った藤原信頼・大炊御門経宗・葉室惟方などの反信西派を一掃して、自身の政治的地位を高めていった。この過程で源義朝・源重成・源季実・源光保といった有力武士が滅亡したため、清盛は武士の第一人者として朝廷の軍事力・警察力を掌握し、武家政権樹立の基礎を作った。

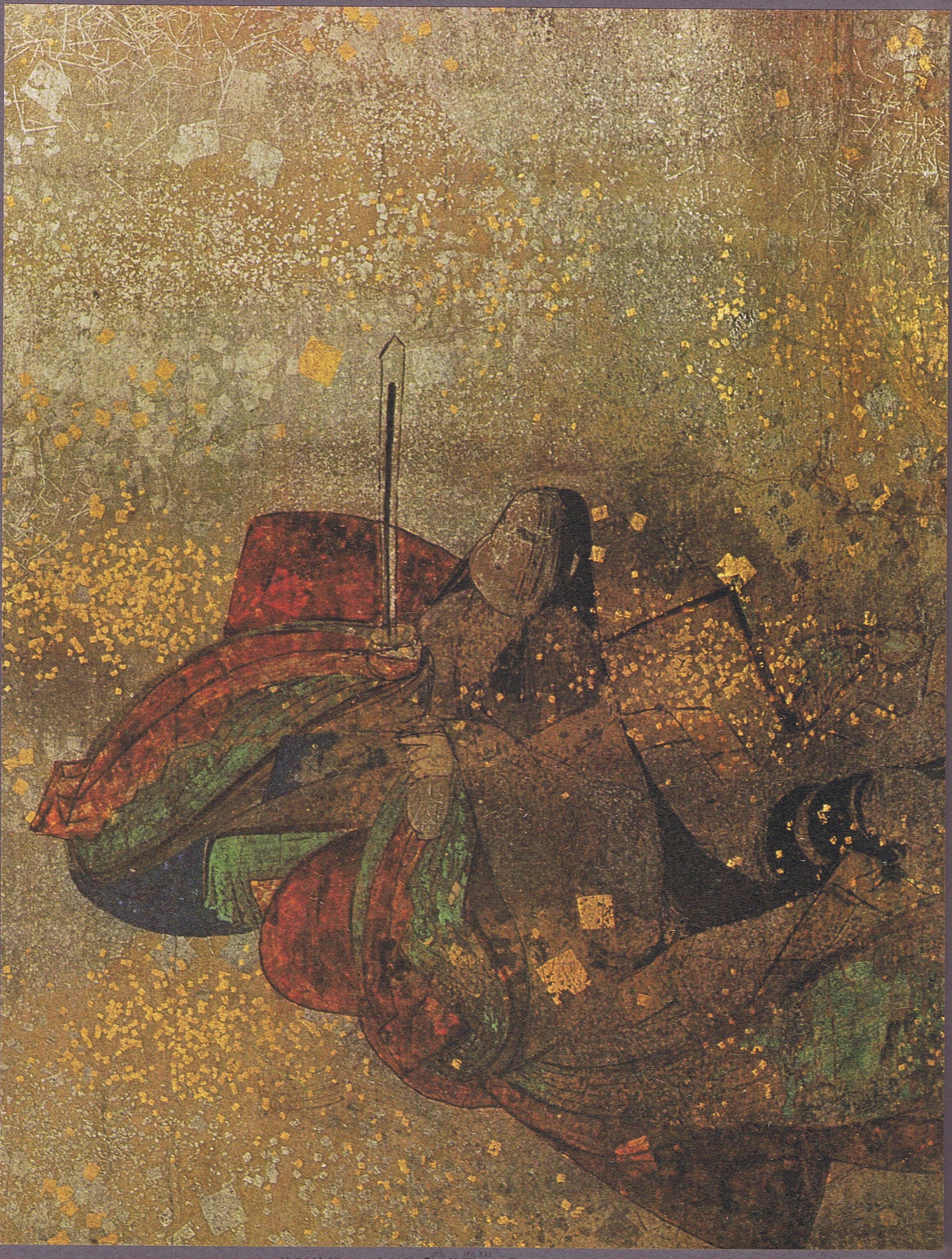
『平家清少納言』のうち「観普賢経」の見返し部分
平家一門の繁栄を願って発願された『平家納経』は、長寛2年（1164年）、厳島神社に奉納された。平家納経の見返しは豪華さで知られる。『観普賢経』は『法華経』の結経。

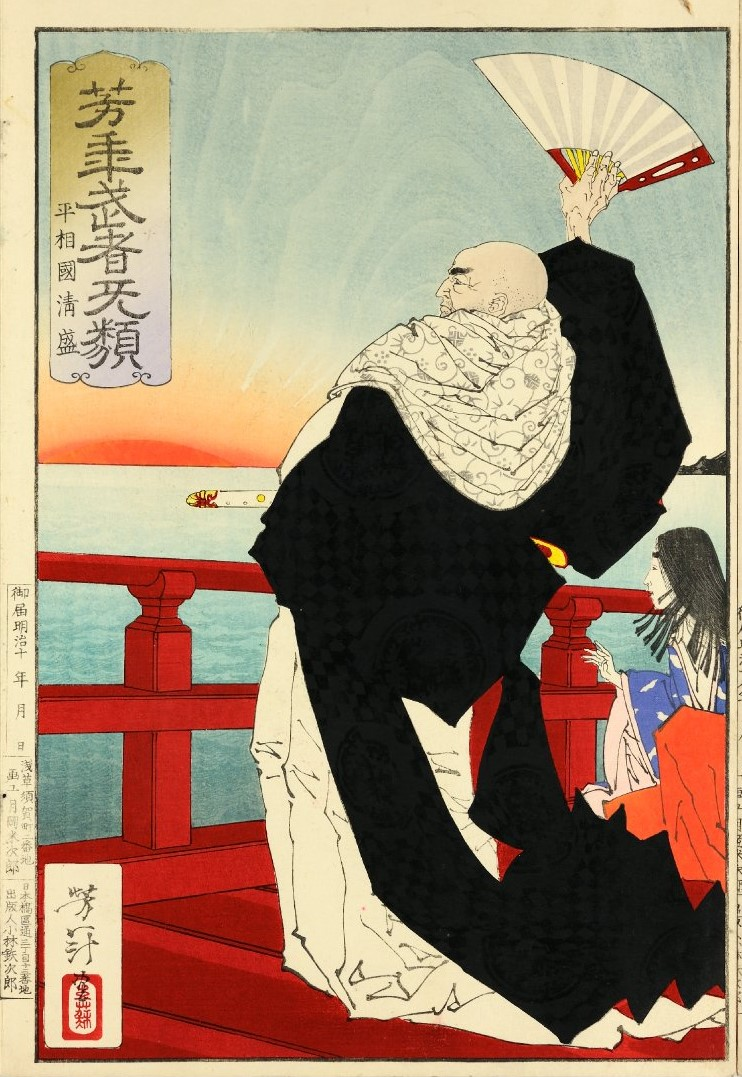
『芳年武者旡類 平相国清盛』
月岡芳年が手掛けた縦大判東錦絵揃物『芳年武者旡類』の一図。1883年（明治16年）刊行の武者絵。
権勢を誇り、沈む日輪までも意のままにせんとする清盛。描かれているのは、音戸の瀬戸（1165年）の日招き伝説。

### 平氏の全盛期
継室の時子が二条天皇の乳母であったことから清盛は天皇の乳父として後見役となった。また時子の妹平滋子（建春門院）は後白河上皇お気に入りの寵姫であり、院との間にも強いパイプを持つこととなった。
検非違使別当・大納言への昇進にあわせ院庁の別当にもなり、天皇・上皇の双方に仕えることで磐石の体制を築いていった。
久寿2年（1155年）、時子との間に徳子（後の建礼門院）が生まれた。後の承安元年（1171年）には後白河法皇の猶子として入内することになる。
応保元年（1161年）9月、後白河上皇と滋子の間に第七皇子（憲仁親王、後の高倉天皇）が生まれると、滋子の弟平時忠・平教盛が立太子を画策した。二条天皇はこの動きに激怒し、時忠・教盛・藤原成親・坊門信隆を解官して平時忠を出雲へ左遷、後白河院政を停止した。清盛は天皇の御所に武士を宿直させて警護することで、二条天皇支持の姿勢を明確にした。
翌年3月には平治の乱で配流されていた二条親政派の大炊御門経宗が帰京を許され、6月には平時忠・源資賢が二条天皇を賀茂社で呪詛した罪で配流された。清盛は二条天皇の厚い信任を受け、親政を軌道に乗せた。さらに関白で藤氏長者の近衛基実に娘・盛子を嫁がせて、摂関家とも緊密な関係を結んだ。
院政を停止させられた後白河上皇への配慮も怠りなく、長寛2年（1164年）に蓮華王院（三十三間堂）を後白河上皇のために造営している。蓮華王院には荘園・所領が寄進され、後白河上皇の経済基盤も強化された。二条天皇は後白河上皇の動きに警戒心を抱き、長寛3年（1165年）に重盛を参議に任じて平家への依存を深めるが、7月28日崩御した。
後継者の六条天皇は幼少であり、基実が摂政として政治を主導して、清盛は大納言に昇進して基実を補佐した。9月、時忠が帰京を許され、12月25日に憲仁親王が親王宣下を受けると、清盛は勅別当になった。
永万2年（1166年）7月26日、基実が急死して後白河院政が復活すると、基実の子・基通が幼少であることから弟・松殿基房が摂政となる。基実の領していた摂関家領が基房に移動すれば、平氏にとって大打撃となる。清盛は近衛家の家司藤原邦綱の助言により、殿下渡領・勧学院領・御堂流寺院領を除いた私的家領を後家の盛子に相続させることで、摂関家領の管轄に成功した。
10月10日に憲仁親王が立太子すると清盛は春宮大夫となり、11月には内大臣となった。
仁安2年（1167年）2月、太政大臣になるが、福原開拓に専念する為、わずか3ヶ月で太政大臣を辞任する。政界から表向きは引退し、嫡子・重盛は同年5月、宣旨により東海・東山・山陽・南海道の治安警察権を委任され、後継者の地位についたことを内外に明らかにした。

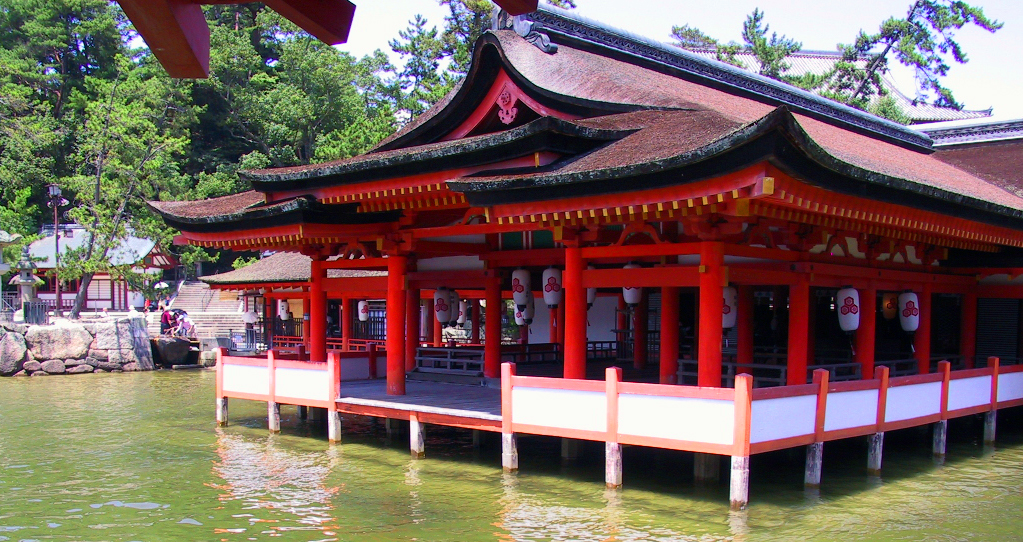
厳島神社 客神社祓殿
仁安3年（1168年）、清盛の援助によって今日のような海上社殿が造られた。

仁安3年（1168年）2月7日に清盛は病に倒れ、3月に出家する。『玉葉』によると、その時の病名は「寸白（すばく）」であり、清盛は一ヶ月以上も病の床についた。寸白は中国では元来条虫症を指すが、当時の日本では様々な症状の病気が寸白と呼ばれていた。清盛に付いたのは本人の証言に基づけば絛虫（さなだむし）であった。清盛の病状が政情不安をもたらすことを危惧した後白河上皇は、当初の予定を早めて六条天皇から憲仁親王に譲位させることで体制の安定を図った。
病から回復した清盛は福原に別荘・雪見御所を造営して、かねてからの念願であった厳島神社の整備・日宋貿易の拡大に専念した。
嘉応元年（1169年）、後白河上皇は出家して法皇となるが、清盛は後白河法皇とともに東大寺で受戒して協調につとめた。これは、鳥羽法皇と藤原忠実が同日に受戒した例に倣ったものであった。
この頃は、後白河法皇が福原を訪れ、宋人に面会し、清盛の娘・徳子が高倉天皇に入内、福原で後白河法皇と清盛が千僧供養を行うなど両者の関係は友好的に推移していた。この間、平氏一門は隆盛を極め、全国に500余りの荘園を保有し、日宋貿易によって莫大な財貨を手にした。
『平家物語』では義弟の時忠が「この一門にあらざる者は皆人非人なり」と言ったとしており、これは、その後の「平家にあらずんば人にあらず」という慣用句で知られる。

### 平氏に対する不満
ところが、この清盛の勢力の伸張に対して、後白河法皇をはじめとする院政勢力は次第に不快感を持つようになり、安元2年（1176年）の建春門院の死を契機に、清盛と対立を深めていく。
治承元年（1177年）6月、鹿ケ谷の陰謀が起こった。これは多田行綱の密告で露見したが、これを契機に清盛は院政における院近臣の排除を図る。西光は処刑とし、藤原成親は重盛の悲願によって死罪は免れ備前国へ流罪、俊寛らは鬼界ヶ島に流罪に処したが、後白河法皇に対しては罪を問わなかった。ただし、実際に平氏打倒の陰謀があったかは不明であり、直前に後白河法皇から延暦寺攻撃を命じられた清盛が、延暦寺との衝突を回避するために行ったとする見方もある。
治承3年（1179年）6月、娘の盛子が死亡。すると法皇は直ちに盛子の荘園を清盛に無断で没収した。(近衛基実の正室は盛子であったため、基実の死後領地を所有していた。)
さらに7月、平重盛が42歳で病死した。するとまた、後白河法皇は重盛の知行国であった越前国を没収した。さらに、法皇は20歳の近衛基通（室は清盛女・完子）をさしおいて、8歳の松殿師家を権中納言に任じた。この人事によって摂関家嫡流の地位を松殿家が継承することが明白となり、近衛家を支援していた清盛は憤慨する。
11月14日、ついに清盛は福原から軍勢を率いて上洛し、クーデターを決行した。いわゆる「治承三年の政変」であるが、清盛は松殿基房・師家父子を手始めに、藤原師長など反平氏的とされた39名に及ぶ公卿・院近臣（貴族8名、殿上人・受領・検非違使など31名）を全て解任とし、代わって親平氏的な公家を任官する。
後白河法皇は恐れを覚えて清盛に許しを請うが、清盛はこれを許さず、11月20日には鳥羽殿に幽閉するにいたった。ここに後白河院政は完全に停止された。
その後、清盛は、後の処置を平宗盛に委ねて、また福原に戻った。しかし、院政停止後の政権構想は拙いものであった。高倉天皇・近衛基通・平宗盛の三人はいずれも政治的経験が未熟であり、結局は清盛が表に出てこざるを得なかった。清盛は、解官していた平頼盛・花山院兼雅の処分を解除するなど一門の結束につとめ、基通の補佐のため藤原氏の有力者である左大臣・藤原経宗、右大臣・九条兼実の懐柔を図った。実際の政務に関しては、平時忠・四条隆季・土御門通親などの能吏が清盛の代弁者となった。
治承4年（1180年）2月、高倉天皇が譲位、言仁親王が践祚した（安徳天皇）。安徳天皇の母は言うまでもなく清盛の娘・徳子である。名目上は高倉上皇の院政であったが、平氏の傀儡政権であることは誰の目にも明らかであった。さらに、法皇を幽閉して政治の実権を握ったことは多くの反平氏勢力を生み出すことになった。

### 反乱の狼煙
平氏の独裁に対して反抗の第一波となったのは、後白河法皇の第3皇子・以仁王の挙兵であった。以仁王は優秀であったが、平氏方である建春門院の圧力で親王宣下も受けられず、八条院の猶子となって即位の機会をうかがっていたものの、今回のクーデターでその望みは絶望的なものとなっていた。（詳細は、以仁王の挙兵を参照）
以仁王には、八条院直属の武力ともいえる源頼政・下河辺行義・足利義清・源仲家などが付き従い、平氏に反発する興福寺・園城寺もこの動きに同調した。この計画は未然に発覚し、清盛の手早い対策により、検非違使で平氏家人の藤原景高・伊藤忠綱が300騎の兵で追撃して、以仁王と源頼政らを討ち取った。
しかし、寺社勢力、特に園城寺と同じ天台宗で親平氏の延暦寺でも反平氏勢力の動きがあった。
そこで、清盛は有力寺社に囲まれて平氏にとって地勢的に不利な京都を放棄し、6月に一門の反対を押し切り、平氏の拠点である国際貿易港の大輪田泊（現在の兵庫県神戸市和田岬付近）を臨む地への遷都を目指して、福原行幸を強行した。
しかし、以仁王の令旨が全国各地に飛び火して、8月には伊豆に流されていた源頼朝、武田信義を棟梁とする甲斐源氏、9月には信濃国において木曾義仲が挙兵する。
これに対して、清盛は頼朝らの勢力拡大を防ぐため、平維盛を総大将とした平家の大軍を関東に派遣したが、富士川の戦いでは交戦をせずに平家軍は撤退してしまった。
この平家軍の敗戦を契機に、寺社勢力、特に以仁王の反乱に協力的であった園城寺・興福寺が不穏な動きを見せ始めた。さらに、近江源氏が蜂起し園城寺・延暦寺の反平氏分子と提携して、物流の要所・琵琶湖を占拠し、反乱勢力は旧都を攻め落とす勢いにまで成長した。また、九州でも反乱が勃発した。
高倉帝や公家衆、さらに平氏一門や延暦寺からも福原への遷都を望まない声が高まり、11月23日、清盛は平安京に還都した。
12月になると、清盛は平知盛・平資盛・藤原清綱らが率いる平家の軍勢を差し向けて園城寺を焼き払い、近江源氏の山本義経・柏木義兼を打ち破って、近江の平定に成功した（近江攻防）。
次に清盛が標的としたのは、畿内最大の反平氏勢力・興福寺であった。清盛は背後の脅威を一掃することを決め、重衡を総大将とした平家の大軍を南都に派遣、12月28日、興福寺・東大寺など南都の諸寺を焼き払った。確かにこれにより都周辺の反平氏勢力の動きは鎮静化したが、この南都焼討では数千もの民衆が犠牲となり、東大寺大仏殿と大仏を焼失、大破させる惨事となり、清盛自身も「仏敵」の汚名を着ることとなった。

### 最期

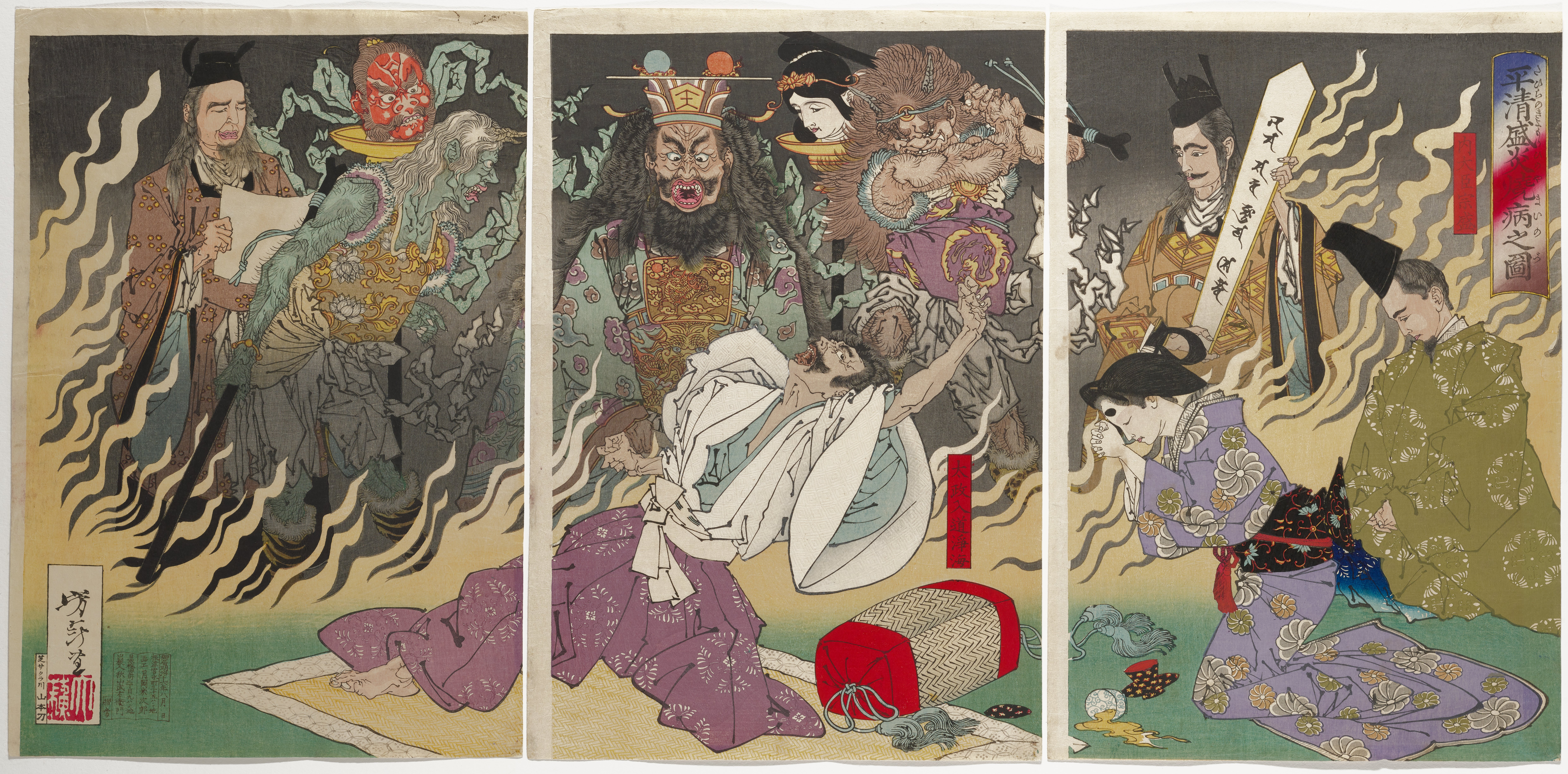
月岡芳年『平清盛炎焼病之図』
縦大判三枚続揃東錦絵。1883年（明治16年）刊行の武者絵。
原因不明の熱病に臥せった清盛は三日三晩に亘ってうなされ悶え苦しみ、重ねてきた悪行のために成仏できそうにない己の顛末を想う。そこに閻魔大王が司命・司録と閻魔卒 を引き連れて清盛の病褥に顕現し、生涯の善行と悪行を一つとて漏らさず記録してきた倶生神（※中央奥にいる閻魔の向かって右にいる女神と左奥にいる赤ら顔の男神）の報告を受けている。司命は審理の書を、司録は板塔婆を、すでに手にしている。右端で看取るのは三男・宗盛。

治承4年（1180年）末までには、平氏の勢力基盤である西国においても伊予国の河野通清・通信父子、翌治承5年（1181年）には豊後国の緒方惟栄・臼杵惟隆・佐賀惟憲ら豪族が挙兵し、伊勢国・志摩国においても反乱の動きがあった。東国においても平氏方であった佐竹秀義などが頼朝によって討伐された。
このような中で、清盛は京都を中心に新体制を築こうと、畿内近国の惣官職を置いて宗盛を任じた。これは天平3年（731年）に京・畿内を対象に兵馬の権を与えられた新田部親王の例に倣ったものであり、畿内近国に兵士役と兵糧米を課して臨戦体制を築いた。また、丹波国に諸荘園総下司職を設けて、平盛俊を任じた。さらに、越後国の城資永と陸奥国の藤原秀衡に源頼朝・武田信義追討の宣旨を与えている。
治承5年（1181年）2月26日には平重衡の鎮西下向を中止し、宗盛以下一族の武士が東国追討に向かうことが決められていたが、清盛は27日に病に倒れ、閏2月4日、鴨川東岸にある盛国の屋敷（※後述）で死亡した。享年64。
死の直前、自分の死期を悟った清盛は、自分の死後はすべて宗盛に任せてあるので、宗盛と協力して政務を行うよう法皇に奏上したが、返答がなかったため、恨みを残して「天下の事は宗盛に任せ、異論あるべからず」と言い残したとされる。
『平家物語』では清盛が死に臨んで「葬儀などは無用。頼朝の首を我が墓前に供えよ」と遺言を残したとしている。死亡した年の8月1日、頼朝が密かに院に平氏との和睦を申し入れたが、宗盛は清盛の遺言として「我の子、孫は一人生き残る者といえども、骸を頼朝の前に晒すべし」と述べてこれを拒否し、頼朝への激しい憎悪を示した。
清盛の死後、嫡男の重盛はすでに病死し、次男の基盛も早世していたため、平氏の棟梁の座は三男の平宗盛が継いだ。しかし、宗盛は全国各地で相次ぐ反乱に対処できず、後白河法皇の奇謀に翻弄された上、院政方も勢力を盛り返すなど、平氏は次第に追いつめられていった。しかも、折からの飢饉（養和の大飢饉）という悪条件なども重なった。寿永2年（1183年）、倶利伽羅峠の戦いと篠原の戦いで平氏軍が壊滅した後、義仲軍の攻勢の前に為す術無く都落ちする。そして、元暦2年（1185年）の壇ノ浦の戦いに敗れて平氏は滅亡した。

#### 死因について
清盛の病名、死因については様々な意見、記述、仮説がある。
九条兼実の日記『玉葉』では、治承5年2月27日に「治承五年二月二十七日　禅門（清盛）頭風を病むと云々」、閏2月3日に「閏二月三日　禅門の所悩、殊に進み」、2月4日に「四日　夜に入り伝へ聞く、禅門薨去す」という記述があり、閏2月1日には清盛は早くも重態となっている。
藤原定家の日記『明月記』では、「去る夜戌の時（午後8時）、入道前太政大臣已に薨ずるの由、所々より其の告げあり。或は云ふ、臨終動熱悶絶の由」という記述があり、その死に際して、この「動熱悶絶の由」という噂があったと記録されている。
『百錬抄』では「日来所悩有り、身熱火の如し」であったとして、東大寺と興福寺を焼いた報いであったと記述されている。
『平家物語』延慶本では、「病付き給ひける日より，水をだにも喉へ入れ給はず。身中熱する事、火燃ゆるが如し。臥し給へる二、三間が中へ入る者、あつさ堪へ難ければ、近く有る者希也。宣ふ事とては、「あたあた」と計り也。（病についた日から水も飲めないようになり、体が火のように熱くなった。病室に入った者は熱さに耐えられないので、近くによるものもなかった。清盛は「熱い熱い」というばかりであった）」とし、「「悶絶躃地して、七日と申ししに、終にあつち死にに死にけり（悶絶して7日のうちに、あっち死にしてしまった）」としている。
これらの描写から、その後の江戸時代の『誹風柳多留』初編で「清盛の医者ははだかで脈を取り」と揶揄されたように、清盛の死因は熱病であったと考えられてきた。
現代の小説家である吉川英治の『新・平家物語』では、「潜伏瘧（間欠熱、マラリア）」であるとしており、森村誠一も同様に見ている。病態病理学・微生物学者である早川智も、最も受け入れやすいのはマラリアであるとしている。マラリアは熱帯病であるが、かつては広く温帯に分布し、日本でも8世紀初頭の大宝律令で「瘧」として、10世紀の『倭名類聚鈔』に「衣夜美」「和良波夜美」の名で記載されている。早川は後白河法皇の死の原因もマラリアであるとしている。
海音寺潮五郎や吉屋信子は「頭風」に着目し、脳出血ではないかとしている。
医学史研究家の服部敏良は風邪が原因の肺炎であるとしており、脳神経外科医の若林利光は風邪から髄膜炎を起こしたのではないかとみている。医師・作家の篠田達明は溶血性レンサ球菌感染症ではないかとしている。
中世史家の元木泰雄は、清盛と親しかった藤原邦綱が同時期に発病して死んだことから、何らかの感染症であったのではないかとしている。

#### 死没地
清盛の死没地については『吾妻鏡』の記す「九条河原口盛国家」が最も重要な拠り所であり、これを根拠として、鴨川東岸にあった平盛国の屋敷であると、長らくそのように語られてきた。
しかし、平成元年（1989年）、「九条河原口盛国家」の「盛国家」は平盛国邸ではなく権大納言・藤原邦綱の父・右馬権助盛国（藤原盛国）の屋敷であるとの説を、上横手雅敬が提唱した。
次いで平成17年（2005年）、今度は高橋昌明が、鴨川東岸の平盛国邸が憲仁親王（高倉天皇）の生誕地でもあることを手掛かりに照合した結果、「九条」は「八条」の誤記であろうとの見解を表明した。八条河原口であれば、鴨川を挟んだ対岸に後白河院御所（法住寺殿御所）、西に西八条第（清盛邸。別称：八条亭）、北北東に六波羅が位置しており、また、西八条第および六波羅とはほぼ等距離にあるため、平氏の家政を預かる盛国の屋敷としては最適所と言える。
なお、『平家物語』「慈心坊」の巻6 には、清盛の葬送の夜、拍子をとって舞い踊りながらどっと笑う2、30人の声が法住寺殿のほうからしたとの記述がある。また、『百錬抄』の養和元年閏2月4日条には、より具体的に、法住寺殿の最勝光院から今様乱舞の声が聞こえてきたとある。八条河原口からはそれを確かに聴くことができるが、九条河原口では距離がありすぎてこの逸話は成立し得ない。

## 人物・評価

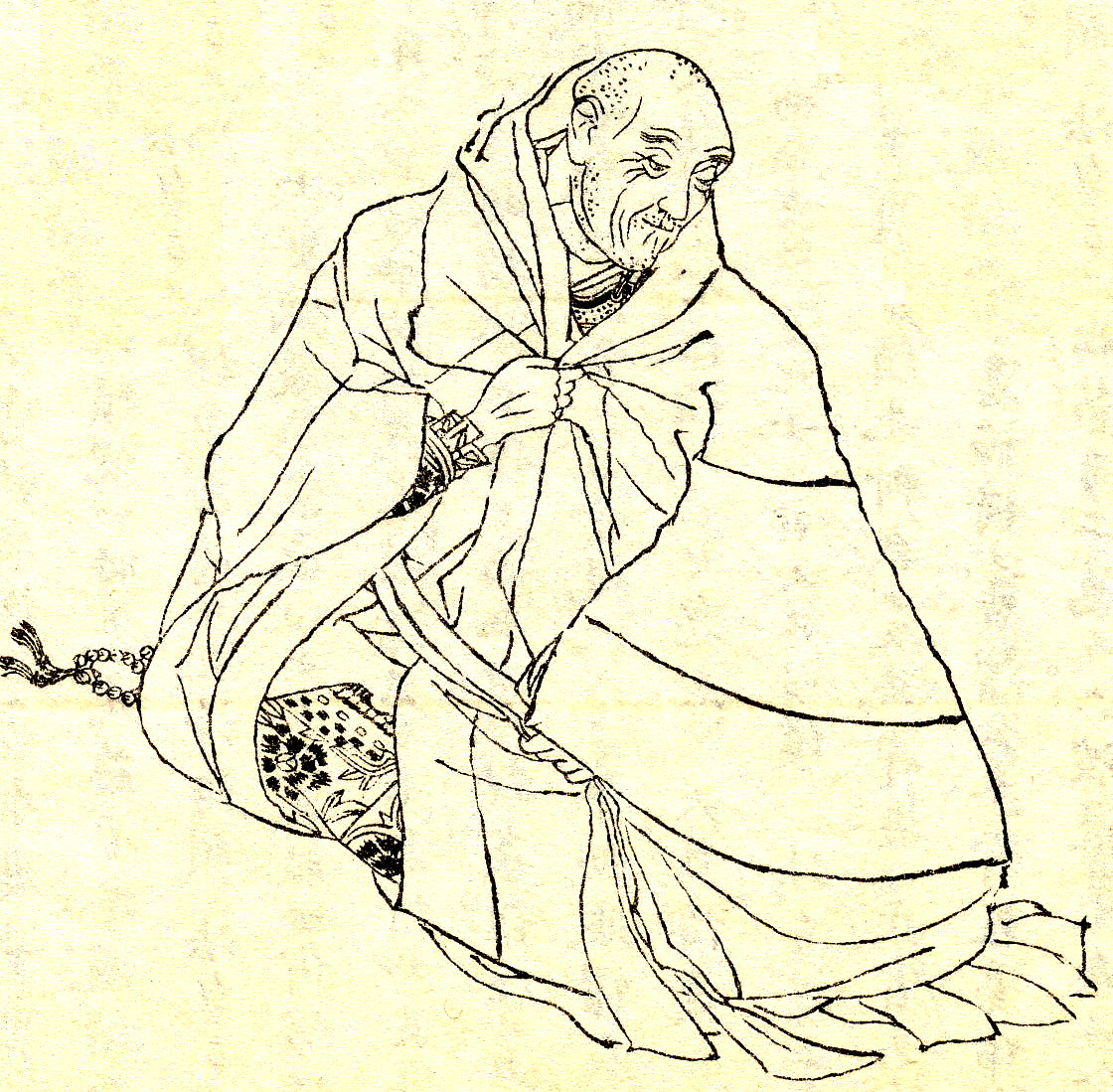
菊池容斎が著した歴史的人物の伝記集『前賢故実』より、巻第七「平清盛」の挿図。幕末の作。

- 『平家物語』において、清盛は日本・中国の中でも飛び抜けた「おごれる人」「たけき事」の代表格として扱われている[20]。冨倉徳次郎は、『平家物語』における清盛の悪行は王法への悪行と、仏法に対するものであるとしている。冨倉は王法への悪行として「殿下乗合事件」「鹿ヶ谷の陰謀における法皇と側近への処罰」「以仁王の殺害」「福原遷都」といった、旧来の王権を無視した行為を挙げている[21]。仏法への悪行である「南都焼討」については清盛の意思ではない偶発的なものであったと描写されているが、寺社が焼けたことに対する悔いのような表現は一切ない[22]。作中では清盛の熱病は南都の寺社を焼いた罪で熱病となったと人々が噂しており、妻時子が見た夢では、東大寺盧舎那仏像を焼いた罪により無間地獄に落ちると明言されている[23]。清盛は死にあたっても堂や塔を建てることを望まないなど、一貫して現世のみに関心がある人物として描かれており、その遺言は「罪ふかけれ」と評されている[24]。
- 実際の清盛の人物像は温厚で情け深いものであったともいわれている。後の源頼朝や源義経など義朝の遺児を殺さずに伊豆への流罪、仏門入りで済ませたことが災いして後に平家を滅ぼすことにもなった。しかしこれは池禅尼、もしくは彼女の背後の上西門院や頼朝の母方の実家の藤原季範（熱田大宮司家）の意向も働いていると言われている。
  - 『十訓抄』7-27には、若い頃の清盛について「人がとんでもない不都合な振る舞いをしても、冗談と思うことにした」「やったことがちっともおかしくなくても、相手への労わりとしてにこやかに笑い、とんでもない誤りをしても、役立たずと声を荒らげることはない」「冬の寒い時に身辺に奉仕する幼い従者を自分の衣の裾の方に寝かせ、彼らが朝寝坊をしていたらそっと床から抜け出して存分に寝かせた」「最下層の召使いでも、彼の家族や知り合いの見ている前では一人前の人物として扱ったので、その者は大変な面目と感じて心から喜んだ」という逸話が記されている[25]。
  - 『平家物語』での清盛の非道を示す殿下乗合事件での松殿基房への報復については、『愚管抄』の記述から実際には重盛が指示したとする説が有力であるが、異論も存在する[26]。
  - 『平家物語』においても若い頃に世話になった藤原顕時の息子である葉室行隆が苦境に陥っていることを知って援助を申し出るなど、義理堅い一面が描かれている。
- 九条兼実は『玉葉』において、南都を焼いた清盛を厳しく批判しているが、一方でその死後に天下が乱れることを憂いている[27]。
- 慈円は『愚管抄』において、清盛の人物像を「平治の乱前後では如才なく諸方に気を配る人物であり、複雑な院政期の政界を生き抜く処世術を持っていた。しかし大きな権力を持つようになると、それを維持するために院・摂関家・寺社勢力と対立していく過程で強引な手段に出るようになり、悪評も増えていった」と描写している。
- 『源平盛衰記』では僧侶の祈祷によって雨を降らせた事を偶然に過ぎないと一蹴したり、経が島では清盛が人柱を廃止したという伝説があるなど、迷信に囚われない開明的な考え方の逸話も見られる。
- 政治的には日宋貿易に見られるような財政基盤の開拓、宋銭を日本国内で流通させ通貨経済の基礎を築き、経が島築造に見られる公共事業の推進、時代の矛盾に行き詰まりつつあった貴族政治を打ち破り、（貴族的要素が強いとは言え）日本初の武家政権を打ち立てるなど、優れた功績も残している。松本新八郎は音戸の瀬戸を開いたという伝説や大輪田泊を築いたことから先見性のある人物であったと評している[28]。
- 軍記物で「政治上手の戦下手」と書かれることも多いが、平治の乱において複数の部隊を連携させた戦術で藤原信頼軍を撃破し、御所や市街地の被害も最低限に抑えることに成功したとして、元木泰雄は「都会的で洗練された戦法」を得意とする武将、と評価している[29]。
- 京都・奈良で大きな勢力を持ち始めていた仏教勢力の抑制に努めた。皇位継承問題に干渉した興福寺と園城寺に総攻撃をかけたことは当時は評判が悪かったが、強大な武力をもつ宗教勢力が重大な政治問題に関わることを阻止した意義は無視できない。皮肉なことに、この政策は敵である鎌倉幕府に僧兵を擁しない禅宗や念仏宗の保護といった穏健化した形で受け継がれていった。

## 経歴
| 和暦    | 西暦   | 月日 （旧暦） | 内容 | 出典     |
| ------- | ------ | ------------- | --- | -------- |
| 元永元  | 1118年 | 1月18日       | 生誕（数え年1歳） |          |
| 大治4   | 1129年 | 1月6日        | 従五位下。1月24日、左兵衛佐。（12歳） | 公卿補任 |
| 大治6   | 1131年 | 1月5日        | 従五位上（14歳） | 公卿補任 |
| 長承4   | 1135年 | 1月5日        | 正五位下。8月21日、従四位下。（18歳） | 公卿補任 |
| 保延2   | 1136年 | 4月7日        | 中務大輔（19歳） | 公卿補任 |
| 保延3   | 1137年 | 1月30日       | 肥後守兼任（20歳） | 公卿補任 |
| 保延6   | 1140年 | 11月14日      | 従四位上（23歳） | 公卿補任 |
| 久安2   | 1146年 | 2月1日        | 正四位下。2月2日、安芸守兼任。肥後守任替。（29歳） | 公卿補任 |
| 保元元  | 1156年 | 7月6～11日    | 保元の乱（39歳） | 公卿補任 |
| 保元元  | 1156年 | 7月11日       | 播磨守 | 公卿補任 |
| 保元3   | 1158年 | 8月10日       | 大宰大弐（41歳） | 公卿補任 |
| 平治元  | 1159年 | 12月9～26日   | 平治の乱（42歳） |          |
| 永暦元  | 1160年 | 6月20日       | 正三位。8月11日、参議。大宰大弐如元。9月2日、右衛門督兼任。12月30日、大宰大弐辞任。（43歳）                                                                          | 公卿補任 |
| 永暦2   | 1161年 | 1月23日       | 検非違使別当兼職。近江権守兼任。9月13日、権中納言。検非違使別当・右衛門督如元。（44歳）                                                                              | 公卿補任 |
| 応保2   | 1162年 | 1月9日        | 検非違使別当・右衛門督両官職辞任。閏2月9日、検非違使別当・右衛門督兼職。4月7日、皇太后宮権大夫兼任。8月20日、従二位。9月、検非違使別当・右衛門督両官職辞任。（45歳） | 公卿補任 |
| 長寛3   | 1165年 | 1月23日       | 兵部卿兼任。8月17日、権大納言。兵部卿・皇太后権大夫如元。（48歳） | 公卿補任 |
| 永万2   | 1166年 | 6月6日        | 正二位。10月1日、春宮大夫兼任。兵部卿・皇太后宮権大夫両官止む。11月11日、内大臣。（49歳）                                                                            | 公卿補任 |
| 仁安2   | 1167年 | 2月11日       | 従一位太政大臣。5月17日、太政大臣辞任。（50歳） | 公卿補任 |
| 仁安3   | 1168年 | 2月11日       | 出家（51歳） | 公卿補任 |
| 承安元  | 1171年 |               | 徳子入内（54歳） |          |
| 治承元  | 1177年 |               | 鹿ケ谷の陰謀（60歳） |          |
| 治承3   | 1179年 |               | 治承三年の政変（62歳） |          |
| 治承4年 | 1180年 | 4月22日       | 安徳天皇即位（63歳） |          |
| 治承4年 | 1180年 | 4月           | 以仁王が平氏追討の令旨を発する | 吾妻鏡   |
| 治承4年 | 1180年 | 6月10日       | 准三宮宣下 | 百錬抄   |
| 治承4年 | 1180年 | 8月17日       | 源頼朝挙兵 | 吾妻鏡   |
| 養和元  | 1181年 | 閏2月4日      | 薨去（享年64 / 満63歳没） | 玉葉     |

## 墓所

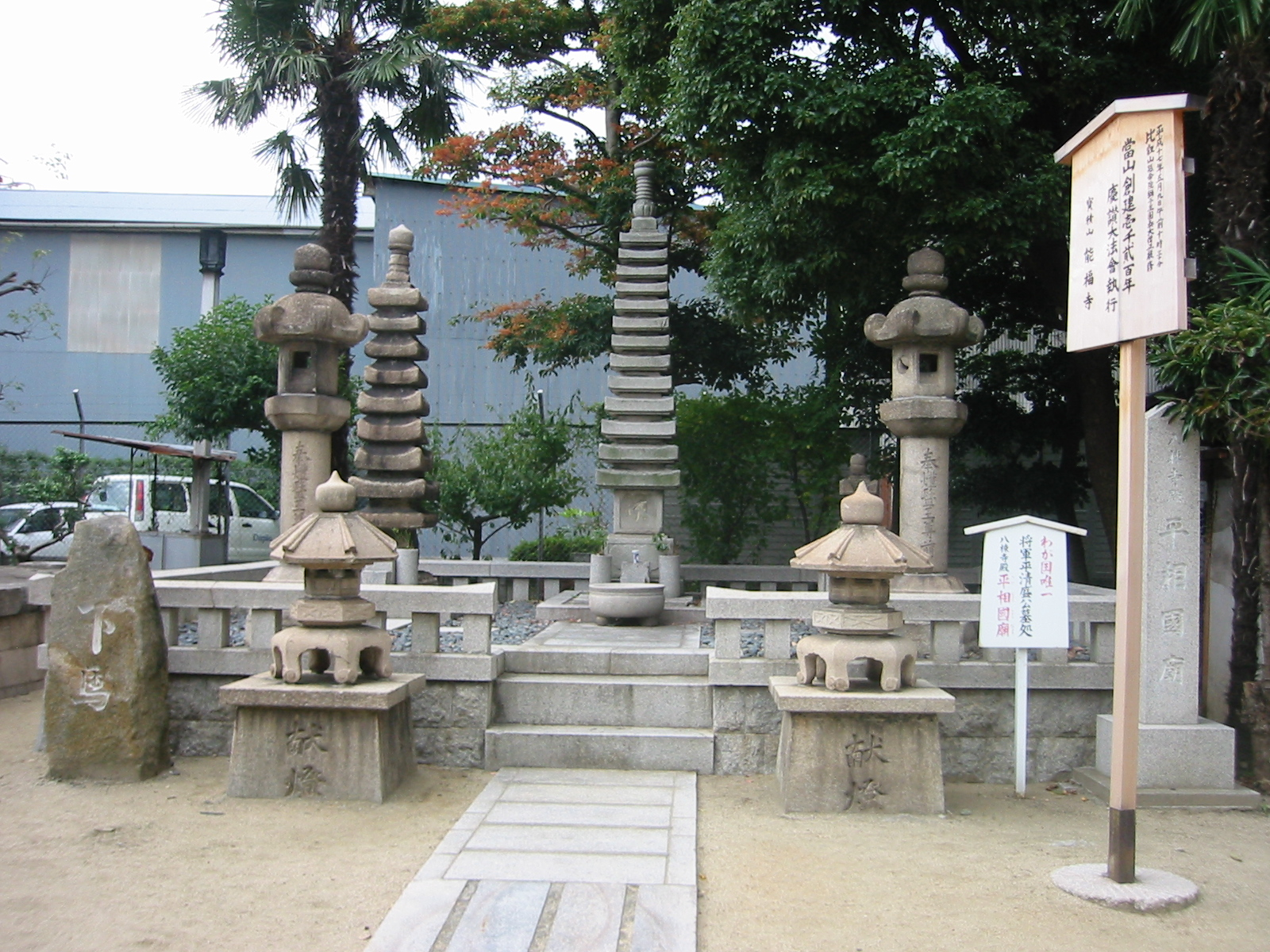
能福寺 平相国廟

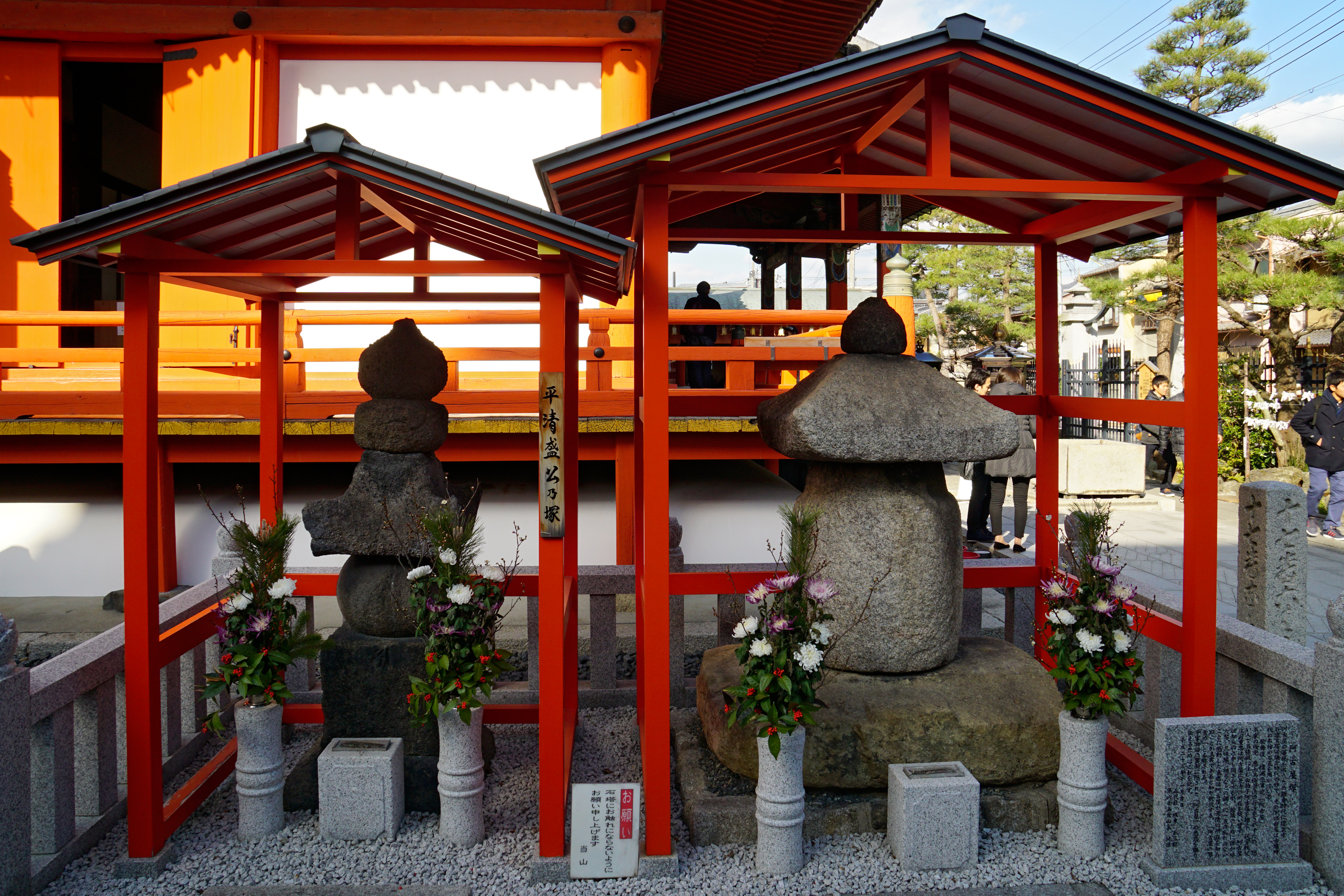
六波羅蜜寺の平清盛塚

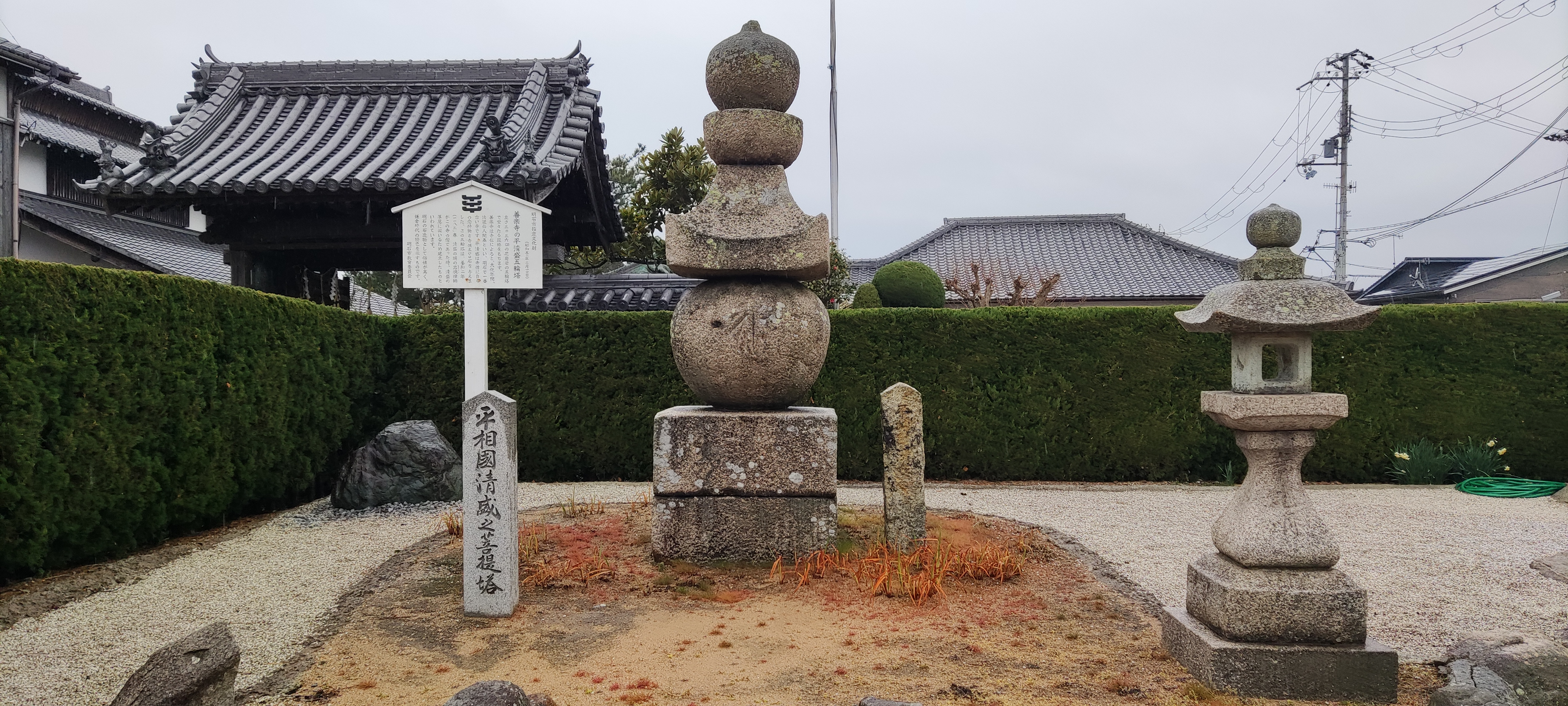
平清盛五輪塔（明石市）兵庫県明石市岬町18-14善楽寺境内

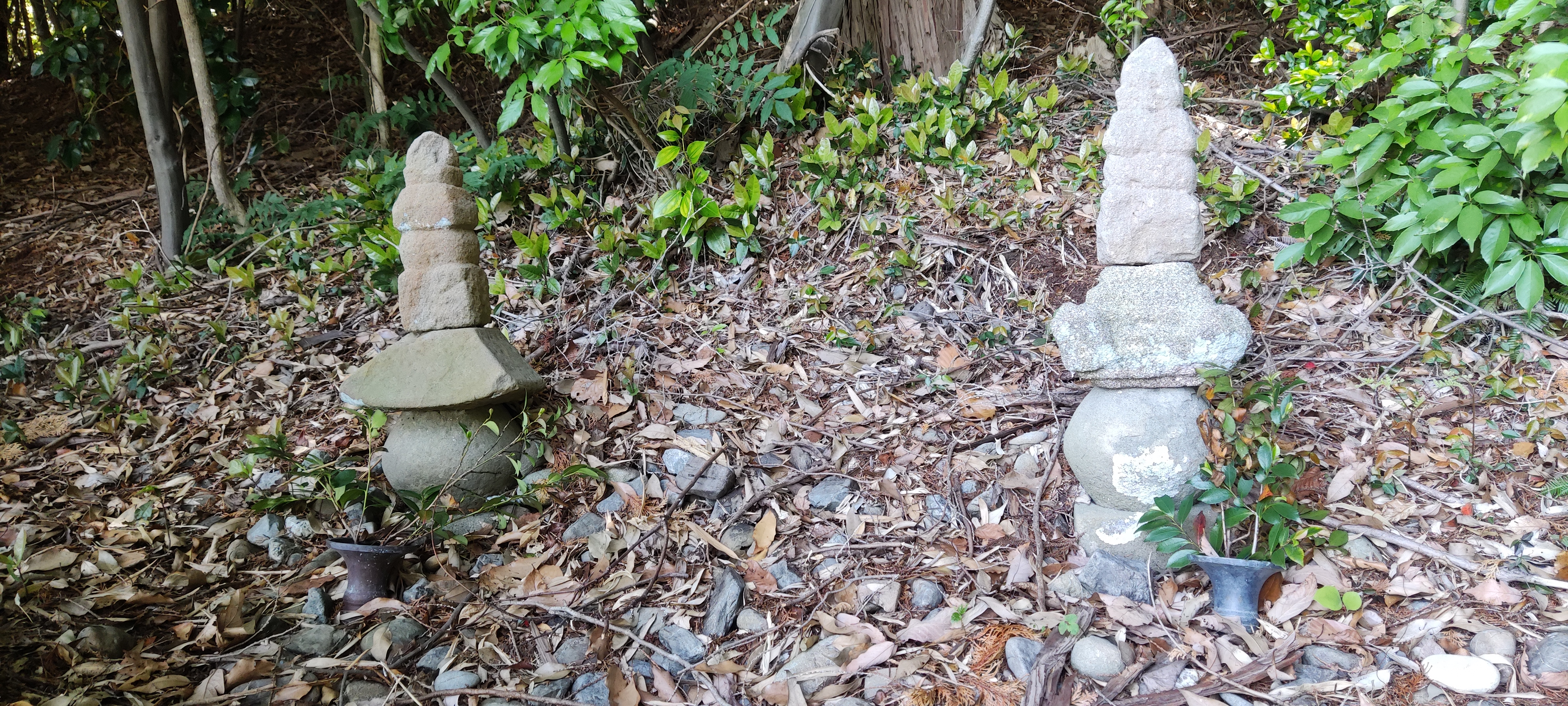
平清盛・平重盛供養塔（磐田市）静岡県磐田市新貝1-1556連城寺上

ここでは、清盛の墓所と伝えられている場所を記載する。
- 能福寺 平相国廟 [30]

兵庫県神戸市兵庫区北逆瀬川町1に所在。清盛の薨去によって能福寺寺領内に墓所として平相国廟が造立されたといわれる。現在ある平相国廟は、1980年（昭和55年）2月に執り行われた平清盛公800回大遠忌に再建されたもの。
- 切戸 清盛塚 石造十三重塔 [31][32]

兵庫県神戸市兵庫区切戸町1に現存する、供養塔としての十三重石塔。「弘安九」「二月日」の銘があり、「西大寺の叡尊が弘安8年8月14日（1285年9月14日）に兵庫で清盛の石塔供養に臨んだ」との旨の記録と関連があると考えられている。そのことから、係る石塔が「清盛塚」と呼ばれた供養塔と目される。
- 六波羅蜜寺 平清盛塚

京都府京都市東山区松原通大和大路東入二丁目轆轤町に所在。
- 祇王寺 平清盛の供養塔

祇王寺は、京都府京都市右京区嵯峨鳥居本小坂町に所在する大覚寺（旧・嵯峨御所大覚寺門跡）の塔頭寺院。
- 彦島の清盛塚 [33][34]

山口県下関市彦島江の浦町4-15に所在。寿永3年（1183年）、時の中納言・平知盛は亡き父・清盛の遺骨を携えて彦島に入り、平家最後の砦・根緒城（彦島城）の築城に取りかかり、砦と定めたこの丘陵の小高い場所に納骨して墓碑を建立したとされる。

## 系譜
清盛は山城国の京都または伊勢国の産品（うぶしな）の生まれとされる。桓武天皇の孫・平高望（たかもち）の子孫で、坂東の桓武平氏の流れを汲む伊勢平氏の一族。
```
桓武天皇
－
葛原親王
－
高見王
－
平高望
－
平国香
－
平貞盛
－
平維衡
－
平正度
－
平正衡
－
平正盛
－
平忠盛
－
平清盛
```

平忠盛の長男。『公卿補任』の記事から逆算すると、元永元年（1118年）の誕生となる。『中右記』保安元年（1120年）7月12日条の「伯耆守忠盛妻俄に卒去すと云々。是仙院の辺なり」という記事により忠盛の妻が仙院（白河法皇）の周辺に仕えた女房であったことがわかり、この女性が清盛の母である可能性がある。語り本系の『平家物語』は、白河法皇の寵愛を受けて懐妊した祇園女御が忠盛に下賜されて清盛が生まれたとしている（いわゆる落胤説）。しかし、『平家物語』の成立は鎌倉時代以降であり、祇園女御は当時40歳を越えていたと推測されることから信憑性は薄い。同じ『平家物語』でも読み本系の延慶本は、清盛は祇園女御に仕えた中﨟女房の腹であったというように書いている。また、明治26年（1893年）に発見された滋賀県・胡宮神社所蔵の『仏舎利相承系図』（文暦2年（1235年）の日付を持つ）には、清盛の母「女房」は祇園女御の妹であり、姉の祇園女御が清盛を「猶子」として白河院所有の仏舎利を清盛に伝えたことが記されている。
|              |              |              |              |              |              | 白河院女房（祇園女御の妹?） | 白河院女房（祇園女御の妹?） | 白河院女房（祇園女御の妹?） | 白河院女房（祇園女御の妹?） | 白河院女房（祇園女御の妹?） | 白河院女房（祇園女御の妹?） |          |          |  |  |          |          |          |          |          |          |          |          |          |          | 忠盛     | 忠盛     | 忠盛     | 忠盛     | 忠盛     | 忠盛     |          |          |          |          |          |          |          |          |          |          |          |          |          |          |          |          |          |          |          |          | 池禅尼   | 池禅尼   | 池禅尼   | 池禅尼   | 池禅尼   | 池禅尼   |          |          |          |          |      |      |      |      |      |      |          |          |          |          |          |          |          |          | 白河天皇   | 白河天皇   | 白河天皇   | 白河天皇   | 白河天皇   | 白河天皇   |  |  |  |  |  |  |  |  |  |  |  |  |  |  |  |  |  |  |  |  |  |  |  |  |  |  |  |  |  |  |  |  |  |  |  |  |
|              |              |              |              |              |              | 白河院女房（祇園女御の妹?） | 白河院女房（祇園女御の妹?） | 白河院女房（祇園女御の妹?） | 白河院女房（祇園女御の妹?） | 白河院女房（祇園女御の妹?） | 白河院女房（祇園女御の妹?） |          |          |  |  |          |          |          |          |          |          |          |          |          |          | 忠盛     | 忠盛     | 忠盛     | 忠盛     | 忠盛     | 忠盛     |          |          |          |          |          |          |          |          |          |          |          |          |          |          |          |          |          |          |          |          | 池禅尼   | 池禅尼   | 池禅尼   | 池禅尼   | 池禅尼   | 池禅尼   |          |          |          |          |      |      |      |      |      |      |          |          |          |          |          |          |          |          | 白河天皇   | 白河天皇   | 白河天皇   | 白河天皇   | 白河天皇   | 白河天皇   |  |  |  |  |  |  |  |  |  |  |  |  |  |  |  |  |  |  |  |  |  |  |  |  |  |  |  |  |  |  |  |  |  |  |  |  |
|              |              |              |              |              |              |                             |                             |                             |                             |                             |                             |          |          |  |  |          |          |          |          |          |          |          |          |          |          |          |          |          |          |          |          |          |          |          |          |          |          |          |          |          |          |          |          |          |          |          |          |          |          |          |          |          |          |          |          |          |          |          |          |          |          |      |      |      |      |      |      |          |          |          |          |          |          |          |          |            |            |            |            |            |            |  |  |  |  |  |  |  |  |  |  |  |  |  |  |  |  |  |  |  |  |  |  |  |  |  |  |  |  |  |  |  |  |  |  |  |  |
|              |              |              |              |              |              |                             |                             |                             |                             |                             |                             |          |          |  |  |          |          |          |          |          |          |          |          |          |          |          |          |          |          |          |          |          |          |          |          |          |          |          |          |          |          |          |          |          |          |          |          |          |          |          |          |          |          |          |          |          |          |          |          |          |          |      |      |      |      |      |      |          |          |          |          |          |          |          |          |            |            |            |            |            |            |  |  |  |  |  |  |  |  |  |  |  |  |  |  |  |  |  |  |  |  |  |  |  |  |  |  |  |  |  |  |  |  |  |  |  |  |
|              |              |              |              |              |              |                             |                             |                             |                             |                             |                             |          |          |  |  |          |          |          |          |          |          | 三男経盛 | 三男経盛 | 三男経盛 | 三男経盛 | 三男経盛 | 三男経盛 |          |          | 四男教盛 | 四男教盛 | 四男教盛 | 四男教盛 | 四男教盛 | 四男教盛 |          |          | 六男忠度 | 六男忠度 | 六男忠度 | 六男忠度 | 六男忠度 | 六男忠度 |          |          | 次男家盛 | 次男家盛 | 次男家盛 | 次男家盛 | 次男家盛 | 次男家盛 |          |          | 五男頼盛 | 五男頼盛 | 五男頼盛 | 五男頼盛 | 五男頼盛 | 五男頼盛 |          |          |      |      |      |      |      |      |          |          |          |          |          |          |          |          | 鳥羽天皇   | 鳥羽天皇   | 鳥羽天皇   | 鳥羽天皇   | 鳥羽天皇   | 鳥羽天皇   |  |  |  |  |  |  |  |  |  |  |  |  |  |  |  |  |  |  |  |  |  |  |  |  |  |  |  |  |  |  |  |  |  |  |  |  |
|              |              |              |              |              |              |                             |                             |                             |                             |                             |                             |          |          |  |  |          |          |          |          |          |          | 三男経盛 | 三男経盛 | 三男経盛 | 三男経盛 | 三男経盛 | 三男経盛 |          |          | 四男教盛 | 四男教盛 | 四男教盛 | 四男教盛 | 四男教盛 | 四男教盛 |          |          | 六男忠度 | 六男忠度 | 六男忠度 | 六男忠度 | 六男忠度 | 六男忠度 |          |          | 次男家盛 | 次男家盛 | 次男家盛 | 次男家盛 | 次男家盛 | 次男家盛 |          |          | 五男頼盛 | 五男頼盛 | 五男頼盛 | 五男頼盛 | 五男頼盛 | 五男頼盛 |          |          |      |      |      |      |      |      |          |          |          |          |          |          |          |          | 鳥羽天皇   | 鳥羽天皇   | 鳥羽天皇   | 鳥羽天皇   | 鳥羽天皇   | 鳥羽天皇   |  |  |  |  |  |  |  |  |  |  |  |  |  |  |  |  |  |  |  |  |  |  |  |  |  |  |  |  |  |  |  |  |  |  |  |  |
|              |              |              |              |              |              |                             |                             |                             |                             |                             |                             |          |          |  |  |          |          |          |          |          |          |          |          |          |          |          |          |          |          |          |          |          |          |          |          |          |          |          |          |          |          |          |          |          |          |          |          |          |          |          |          |          |          |          |          |          |          |          |          |          |          |      |      |      |      |      |      |          |          |          |          |          |          |          |          |            |            |            |            |            |            |  |  |  |  |  |  |  |  |  |  |  |  |  |  |  |  |  |  |  |  |  |  |  |  |  |  |  |  |  |  |  |  |  |  |  |  |
| 高階基章の娘 | 高階基章の娘 | 高階基章の娘 | 高階基章の娘 | 高階基章の娘 | 高階基章の娘 |                             |                             |                             |                             |                             |                             |          |          |  |  | 長男清盛 | 長男清盛 | 長男清盛 | 長男清盛 | 長男清盛 | 長男清盛 |          |          |          |          |          |          |          |          |          |          |          |          |          |          |          |          |          |          |          |          |          |          | 時子     | 時子     | 時子     | 時子     | 時子     | 時子     |          |          | 時忠     | 時忠     | 時忠     | 時忠     | 時忠     | 時忠     |          |          | 滋子     | 滋子     | 滋子 | 滋子 | 滋子 | 滋子 |      |      |          |          |          |          |          |          |          |          | 後白河天皇 | 後白河天皇 | 後白河天皇 | 後白河天皇 | 後白河天皇 | 後白河天皇 |  |  |  |  |  |  |  |  |  |  |  |  |  |  |  |  |  |  |  |  |  |  |  |  |  |  |  |  |  |  |  |  |  |  |  |  |
| 高階基章の娘 | 高階基章の娘 | 高階基章の娘 | 高階基章の娘 | 高階基章の娘 | 高階基章の娘 |                             |                             |                             |                             |                             |                             |          |          |  |  | 長男清盛 | 長男清盛 | 長男清盛 | 長男清盛 | 長男清盛 | 長男清盛 |          |          |          |          |          |          |          |          |          |          |          |          |          |          |          |          |          |          |          |          |          |          | 時子     | 時子     | 時子     | 時子     | 時子     | 時子     |          |          | 時忠     | 時忠     | 時忠     | 時忠     | 時忠     | 時忠     |          |          | 滋子     | 滋子     | 滋子 | 滋子 | 滋子 | 滋子 |      |      |          |          |          |          |          |          |          |          | 後白河天皇 | 後白河天皇 | 後白河天皇 | 後白河天皇 | 後白河天皇 | 後白河天皇 |  |  |  |  |  |  |  |  |  |  |  |  |  |  |  |  |  |  |  |  |  |  |  |  |  |  |  |  |  |  |  |  |  |  |  |  |
|              |              |              |              |              |              |                             |                             |                             |                             |                             |                             |          |          |  |  |          |          |          |          |          |          |          |          |          |          |          |          |          |          |          |          |          |          |          |          |          |          |          |          |          |          |          |          |          |          |          |          |          |          |          |          |          |          |          |          |          |          |          |          |          |          |      |      |      |      |      |      |          |          |          |          |          |          |          |          |            |            |            |            |            |            |  |  |  |  |  |  |  |  |  |  |  |  |  |  |  |  |  |  |  |  |  |  |  |  |  |  |  |  |  |  |  |  |  |  |  |  |
|              |              |              |              |              |              |                             |                             |                             |                             |                             |                             |          |          |  |  |          |          |          |          |          |          |          |          |          |          |          |          |          |          |          |          |          |          |          |          |          |          |          |          |          |          |          |          |          |          |          |          |          |          |          |          |          |          |          |          |          |          |          |          |          |          |      |      |      |      |      |      |          |          |          |          |          |          |          |          |            |            |            |            |            |            |  |  |  |  |  |  |  |  |  |  |  |  |  |  |  |  |  |  |  |  |  |  |  |  |  |  |  |  |  |  |  |  |  |  |  |  |
| 長男重盛     | 長男重盛     | 長男重盛     | 長男重盛     | 長男重盛     | 長男重盛     |                             |                             | 次男基盛                    | 次男基盛                    | 次男基盛                    | 次男基盛                    | 次男基盛 | 次男基盛 |  |  | 六男維俊 | 六男維俊 | 六男維俊 | 六男維俊 | 六男維俊 | 六男維俊 |          |          | 七男知度 | 七男知度 | 七男知度 | 七男知度 | 七男知度 | 七男知度 |          |          | 八男清房 | 八男清房 | 八男清房 | 八男清房 | 八男清房 | 八男清房 |          |          | 三男宗盛 | 三男宗盛 | 三男宗盛 | 三男宗盛 | 三男宗盛 | 三男宗盛 |          |          | 四男知盛 | 四男知盛 | 四男知盛 | 四男知盛 | 四男知盛 | 四男知盛 |          |          | 五男重衡 | 五男重衡 | 五男重衡 | 五男重衡 | 五男重衡 | 五男重衡 |      |      | 徳子 | 徳子 | 徳子 | 徳子 | 徳子     | 徳子     |          |          | 高倉天皇 | 高倉天皇 | 高倉天皇 | 高倉天皇 | 高倉天皇   | 高倉天皇   |            |            |            |            |  |  |  |  |  |  |  |  |  |  |  |  |  |  |  |  |  |  |  |  |  |  |  |  |  |  |  |  |  |  |  |  |  |  |  |  |
| 長男重盛     | 長男重盛     | 長男重盛     | 長男重盛     | 長男重盛     | 長男重盛     |                             |                             | 次男基盛                    | 次男基盛                    | 次男基盛                    | 次男基盛                    | 次男基盛 | 次男基盛 |  |  | 六男維俊 | 六男維俊 | 六男維俊 | 六男維俊 | 六男維俊 | 六男維俊 |          |          | 七男知度 | 七男知度 | 七男知度 | 七男知度 | 七男知度 | 七男知度 |          |          | 八男清房 | 八男清房 | 八男清房 | 八男清房 | 八男清房 | 八男清房 |          |          | 三男宗盛 | 三男宗盛 | 三男宗盛 | 三男宗盛 | 三男宗盛 | 三男宗盛 |          |          | 四男知盛 | 四男知盛 | 四男知盛 | 四男知盛 | 四男知盛 | 四男知盛 |          |          | 五男重衡 | 五男重衡 | 五男重衡 | 五男重衡 | 五男重衡 | 五男重衡 |      |      | 徳子 | 徳子 | 徳子 | 徳子 | 徳子     | 徳子     |          |          | 高倉天皇 | 高倉天皇 | 高倉天皇 | 高倉天皇 | 高倉天皇   | 高倉天皇   |            |            |            |            |  |  |  |  |  |  |  |  |  |  |  |  |  |  |  |  |  |  |  |  |  |  |  |  |  |  |  |  |  |  |  |  |  |  |  |  |
|              |              |              |              |              |              |                             |                             |                             |                             |                             |                             |          |          |  |  |          |          |          |          |          |          |          |          |          |          |          |          |          |          |          |          |          |          |          |          |          |          |          |          |          |          |          |          |          |          |          |          |          |          |          |          |          |          |          |          |          |          |          |          |          |          |      |      |      |      |      |      |          |          |          |          |          |          |          |          |            |            |            |            |            |            |  |  |  |  |  |  |  |  |  |  |  |  |  |  |  |  |  |  |  |  |  |  |  |  |  |  |  |  |  |  |  |  |  |  |  |  |
|              |              |              |              |              |              |                             |                             | 行盛                        | 行盛                        | 行盛                        | 行盛                        | 行盛     | 行盛     |  |  |          |          |          |          | 養子清貞 | 養子清貞 | 養子清貞 | 養子清貞 | 養子清貞 | 養子清貞 |          |          | 養子清邦 | 養子清邦 | 養子清邦 | 養子清邦 | 養子清邦 | 養子清邦 |          |          |          |          |          |          | 清宗     | 清宗     | 清宗     | 清宗     | 清宗     | 清宗     |          |          | 知章     | 知章     | 知章     | 知章     | 知章     | 知章     |          |          |          |          |          |          |          |          |      |      |      |      |      |      | 安徳天皇 | 安徳天皇 | 安徳天皇 | 安徳天皇 | 安徳天皇 | 安徳天皇 |          |          |            |            |            |            |            |            |  |  |  |  |  |  |  |  |  |  |  |  |  |  |  |  |  |  |  |  |  |  |  |  |  |  |  |  |  |  |  |  |  |  |  |  |
|              |              |              |              |              |              |                             |                             | 行盛                        | 行盛                        | 行盛                        | 行盛                        | 行盛     | 行盛     |  |  |          |          |          |          | 養子清貞 | 養子清貞 | 養子清貞 | 養子清貞 | 養子清貞 | 養子清貞 |          |          | 養子清邦 | 養子清邦 | 養子清邦 | 養子清邦 | 養子清邦 | 養子清邦 |          |          |          |          |          |          | 清宗     | 清宗     | 清宗     | 清宗     | 清宗     | 清宗     |          |          | 知章     | 知章     | 知章     | 知章     | 知章     | 知章     |          |          |          |          |          |          |          |          |      |      |      |      |      |      | 安徳天皇 | 安徳天皇 | 安徳天皇 | 安徳天皇 | 安徳天皇 | 安徳天皇 |          |          |            |            |            |            |            |            |  |  |  |  |  |  |  |  |  |  |  |  |  |  |  |  |  |  |  |  |  |  |  |  |  |  |  |  |  |  |  |  |  |  |  |  |
|              |              |              |              |              |              |                             |                             |                             |                             |                             |                             |          |          |  |  |          |          |          |          |          |          |          |          |          |          |          |          |          |          |          |          |          |          |          |          |          |          |          |          |          |          |          |          |          |          |          |          |          |          |          |          |          |          |          |          |          |          |          |          |          |          |      |      |      |      |      |      |          |          |          |          |          |          |          |          |            |            |            |            |            |            |  |  |  |  |  |  |  |  |  |  |  |  |  |  |  |  |  |  |  |  |  |  |  |  |  |  |  |  |  |  |  |  |  |  |  |  |
| 維盛         | 維盛         | 維盛         | 維盛         | 維盛         | 維盛         |                             |                             | 資盛                        | 資盛                        | 資盛                        | 資盛                        | 資盛     | 資盛     |  |  | 清経     | 清経     | 清経     | 清経     | 清経     | 清経     |          |          | 有盛     | 有盛     | 有盛     | 有盛     | 有盛     | 有盛     |          |          | 師盛     | 師盛     | 師盛     | 師盛     | 師盛     | 師盛     |          |          | 忠房     | 忠房     | 忠房     | 忠房     | 忠房     | 忠房     |          |          | 宗実     | 宗実     | 宗実     | 宗実     | 宗実     | 宗実     |          |          |          |          |          |          |          |          |      |      |      |      |      |      |          |          |          |          |          |          |          |          |            |            |            |            |            |            |  |  |  |  |  |  |  |  |  |  |  |  |  |  |  |  |  |  |  |  |  |  |  |  |  |  |  |  |  |  |  |  |  |  |  |  |
| 維盛         | 維盛         | 維盛         | 維盛         | 維盛         | 維盛         |                             |                             | 資盛                        | 資盛                        | 資盛                        | 資盛                        | 資盛     | 資盛     |  |  | 清経     | 清経     | 清経     | 清経     | 清経     | 清経     |          |          | 有盛     | 有盛     | 有盛     | 有盛     | 有盛     | 有盛     |          |          | 師盛     | 師盛     | 師盛     | 師盛     | 師盛     | 師盛     |          |          | 忠房     | 忠房     | 忠房     | 忠房     | 忠房     | 忠房     |          |          | 宗実     | 宗実     | 宗実     | 宗実     | 宗実     | 宗実     |          |          |          |          |          |          |          |          |      |      |      |      |      |      |          |          |          |          |          |          |          |          |            |            |            |            |            |            |  |  |  |  |  |  |  |  |  |  |  |  |  |  |  |  |  |  |  |  |  |  |  |  |  |  |  |  |  |  |  |  |  |  |  |  |
| 高清         |              |              |              |              |              |                             |                             |                             |                             |                             |                             |          |          |  |  |          |          |          |          |          |          |          |          |          |          |          |          |          |          |          |          |          |          |          |          |          |          |          |          |          |          |          |          |          |          |          |          |          |          |          |          |          |          |          |          |          |          |          |          |          |          |      |      |      |      |      |      |          |          |          |          |          |          |          |          |            |            |            |            |            |            |  |  |  |  |  |  |  |  |  |  |  |  |  |  |  |  |  |  |  |  |  |  |  |  |  |  |  |  |  |  |  |  |  |  |  |  |

- 父：平忠盛（白河院?）
- 母：白河院女房（祇園女御の妹?）
- 継母：池禅尼
  - 弟：平家盛
  - 弟：平頼盛
- 弟：平経盛
- 弟：平教盛
- 弟：平忠度
- 正室：高階基章の娘
  - 長男：平重盛
  - 次男：平基盛
- 継室：平時子（二位尼） - 平時信の娘
  - 三男：平宗盛
  - 四男：平知盛
  - 五男：平重衡

平家の邸宅「西八条第」 の鎮守社であったという若一神社（現在所在地は京都府京都市下京区七条御所ノ内本町98） には清盛手植えと伝えられる清盛公御手植の楠がある。また、平清盛像（平相国清盛立像）も建てられている。

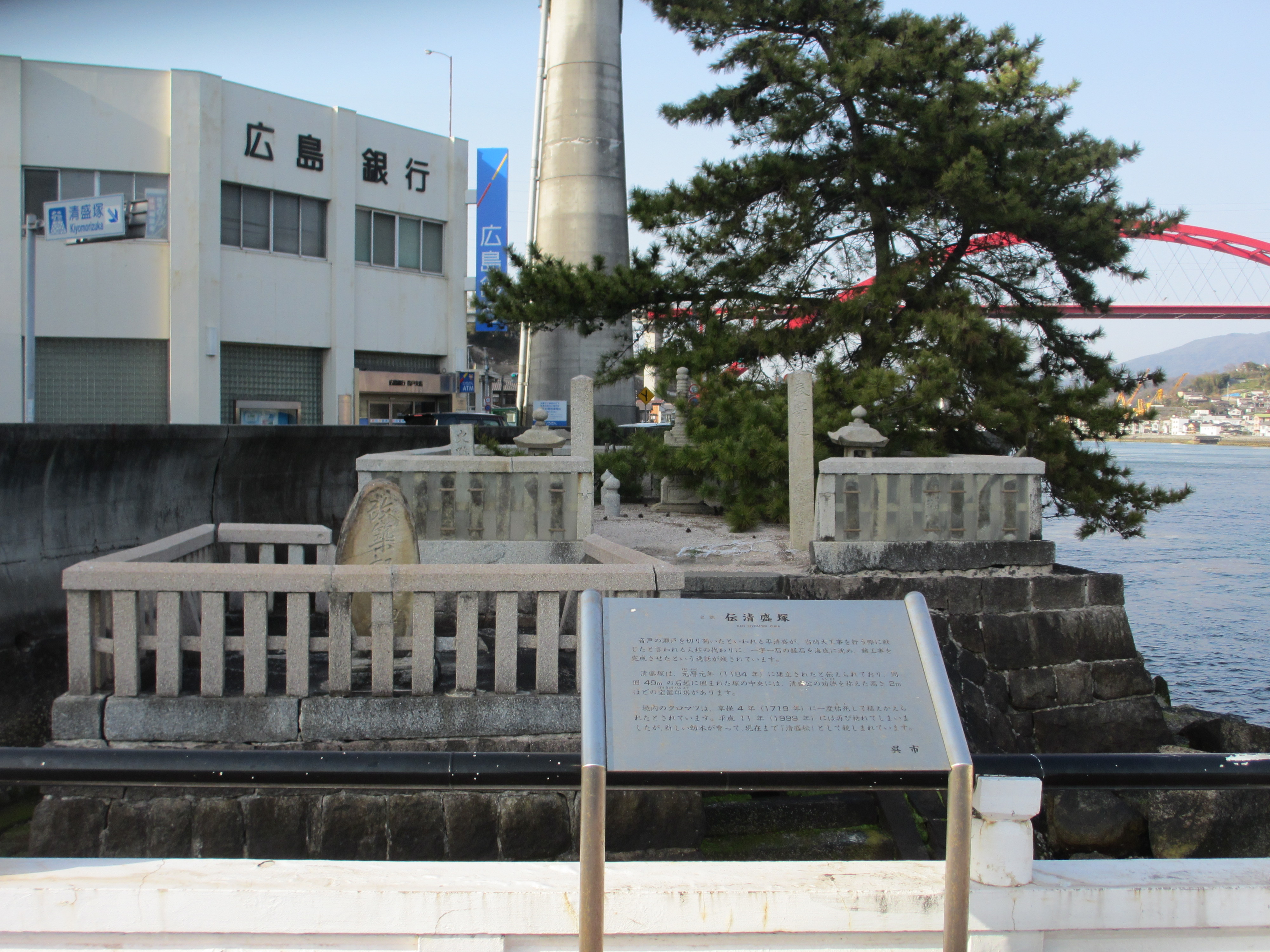
伝清盛塚（音戸の瀬戸）（広島県呉市音戸町鰯浜1、元暦元年（1184）建立、宝筐印塔は室町時代）

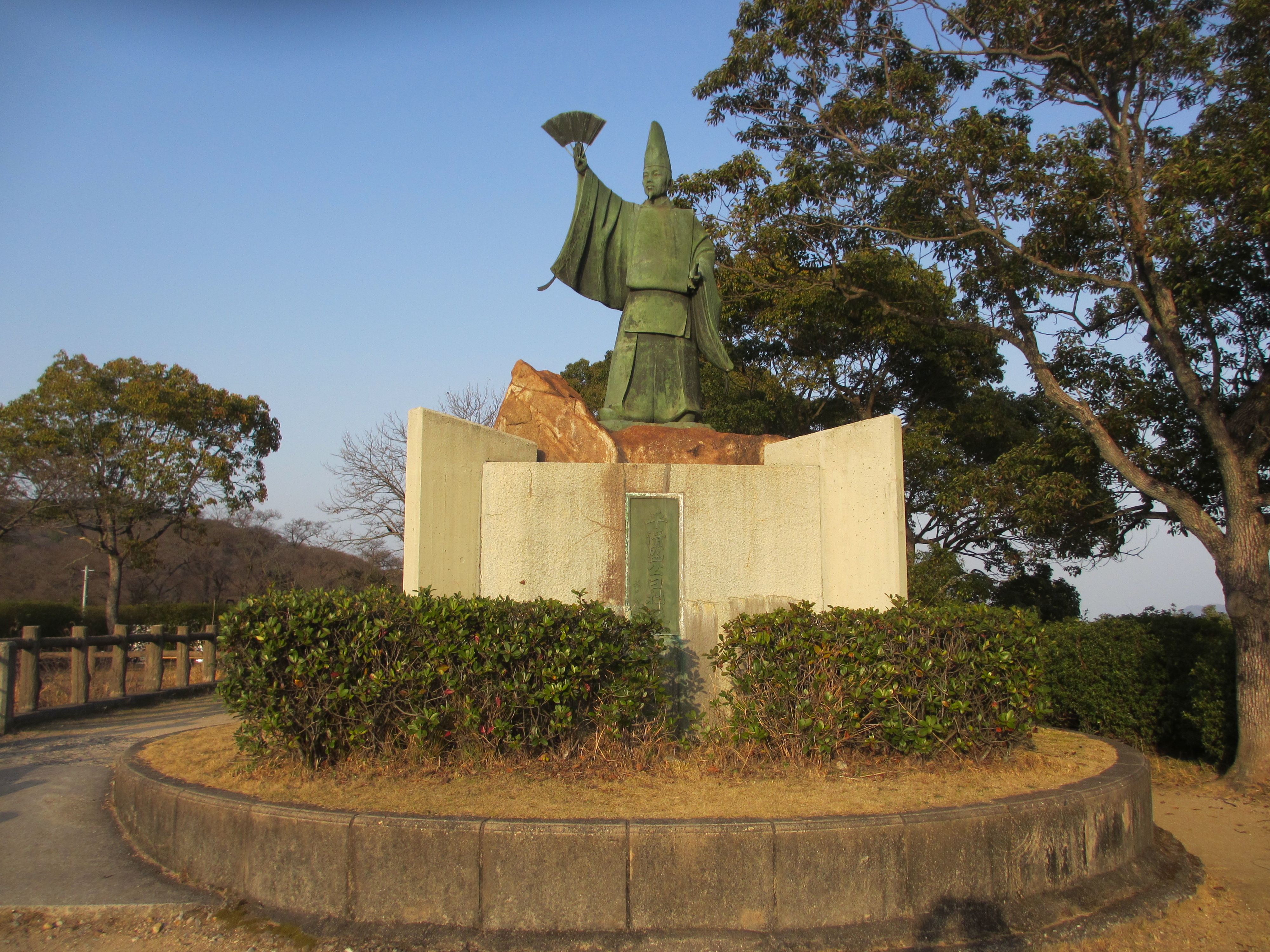
平清盛公日招像（音戸瀬戸公園）（広島県呉市警固屋町、昭和42年(1967)7月建立）

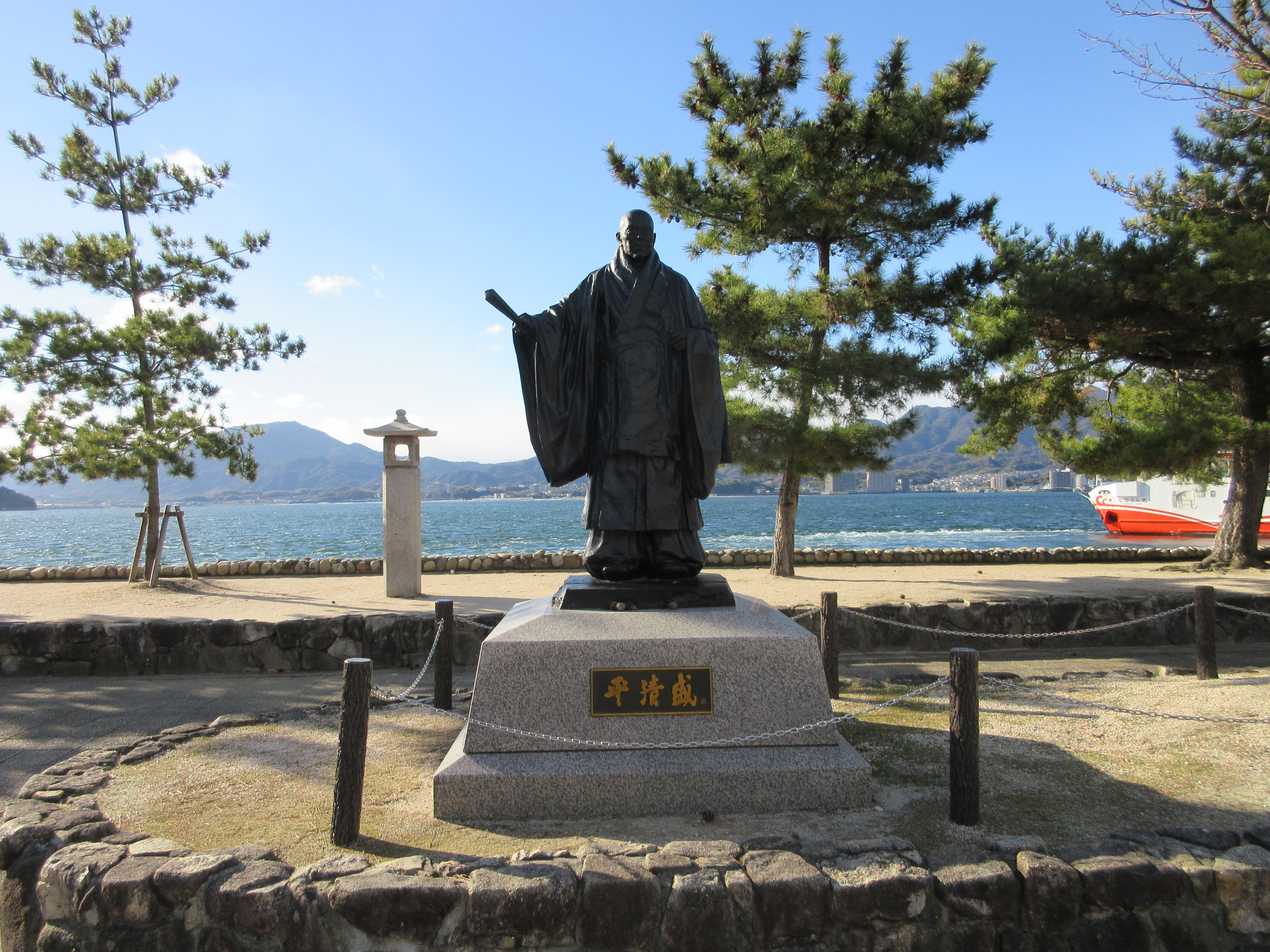
平清盛像（厳島神社）（広島県廿日市市宮島町858‐2、2014年3月除幕）

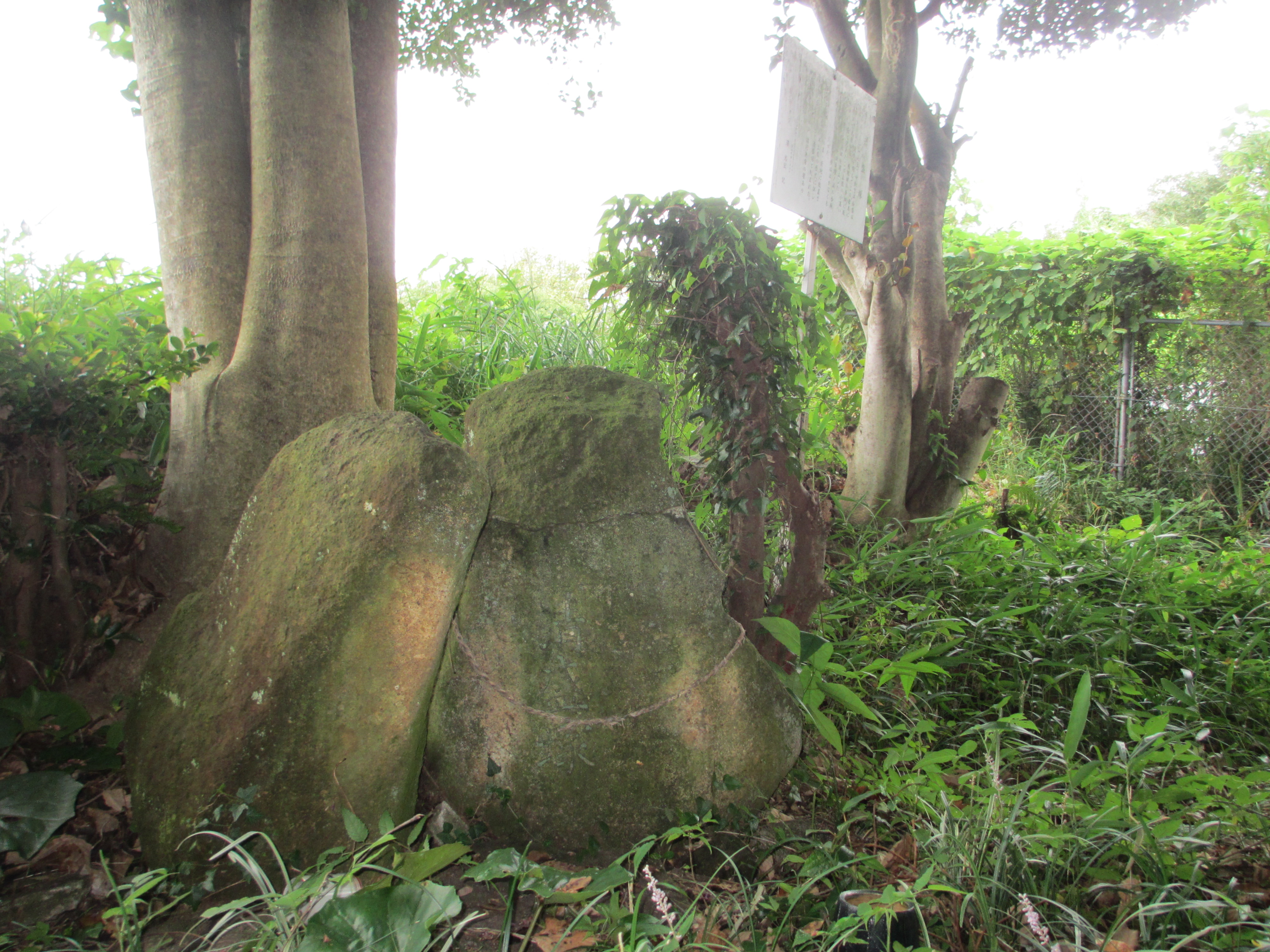
清盛塚（彦島）（山口県下関市彦島江の浦町4‐15）

  - 三女?：平徳子（建礼門院） - 高倉天皇中宮
- 側室：厳島内侍
  - 七女?：御子姫君
- 側室?：常盤御前
  - 八女?：廊御方
- 生母不明の子女
  - 六男：平維俊
  - 七男：平知度
  - 八男：平清房
  - 長女?：坊門信隆室
  - 次女?：藤原成憲室、後花山院兼雅室
  - 四女?：平盛子 - 近衛基実室、高倉天皇准母、准三宮
  - 五女?：藤原信親室、後冷泉隆房室
  - 六女：平完子 - 近衛基通室
- 養子
  - 平清貞 - 実父：中原師元
  - 平清邦 - 実父：藤原邦綱

## 史料
- 『玉葉』
- 『愚管抄』
- 『吾妻鏡』

## 関連作品
作品に当たらない、日記、研究書、研究書的文献などは、「史料」「参考文献」「関連文献」のいずれかに記載する。

### 近世以前
ここでは、近世以前（江戸時代以前）に著された全ての関連作品のうち、特筆性の高いものを挙げる。
文芸
文芸の分野の作品で、ここに挙げるものは全て軍記物語である。
- 『保元物語』
- 『平治物語』
- 『平家物語』
- 『源平盛衰記』

造形
- 六波羅蜜寺 木造僧形坐像（伝平清盛像） [35][36][37]

国の重要文化財。鎌倉時代初頭（13世紀）。像高117cm。宝物館収蔵。
寺は京都府京都市東山区松原通大和大路東入二丁目轆轤町に所在。境内には清盛塚（清盛の供養塔）もある (cf.)。

### 明治以降
ここでは、明治時代以降に著された全ての関連作品から、平清盛を主題とした創作性の高い作品に絞って記載する。
絵画
- 月岡芳年『芳年武者旡類 平相国清盛』（よしとしむしゃぶるい たいらしょうこくきよもり）

1883年（明治16年）刊行の武者絵。■右側に画像と詳説あり。
- 月岡芳年『平清盛炎焼病之図』（たいらのきよもりひのやまいのず）

1883年（明治16年）届出の武者絵。■右側に画像と詳説あり。
小説
- 藤野古白『人柱築島由来』
- 吉川英治『新・平家物語』
- 森村誠一『平家物語』
- 橋本治『双調平家物語』
- 三田誠広『清盛』
- 宮尾登美子『宮尾本 平家物語』 - NHK大河ドラマ『義経』（清盛役：渡哲也）の原作のひとつ。
- 池宮彰一郎『平家』
- 服部真澄『海国記』
- 高橋直樹『小説 平清盛』

映画
- 『新・平家物語』（1955年、監督：溝口健二、主演：市川雷蔵）

テレビ番組（実写ドラマ）
- 『清盛と常盤』（1960年、日本テレビ、主演：松本幸四郎）
- 『新・平家物語』（1972年、NHK大河ドラマ、主演：仲代達矢）
- 『平清盛』（1992年、TBS、主演：松平健）
- 『平清盛』（2012年、NHK大河ドラマ、主演：松山ケンイチ）

人形劇
- 『人形歴史スペクタクル 平家物語』（1993年12月 - 1995年1月、NHK人形劇、主演（声）：風間杜夫）

戯曲
- 『野望と夏草』 1970年、山崎正和

漫画
- 『火の鳥 乱世編』 手塚治虫
- 『平家物語』（マンガ日本の古典シリーズ） 横山光輝
- 『白の悠久 黒の永遠』 原ちえこ

アニメーション
- 『平家物語』（2022年、フジテレビ、声：玄田哲章）

ボードゲーム
- 『清盛軍記 保元・平治の乱』（ウォーゲーム日本史）

コンピューターゲーム
- 『源平合戦』（光栄）
- 『蒼き狼と白き牝鹿・元朝秘史』（光栄）

歌謡曲
- 『長編歌謡浪曲 清盛天下を射る』（三波春夫）
- 『長編歌謡浪曲 神戸を拓く清盛』（三波春夫）